# NGC 7350
NGC 7350 је двојна звезда у сазвежђу Пегаз која се налази на NGC листи објеката дубоког неба.
Деклинација објекта је + 12° 0' 25" а ректасцензија 22h 40m 48,2s. Привидна величина (магнитуда) објекта NGC 7350 износи 14,3.